# أهيتيتي
أهيتيتي (بالإنجليزية: Ahititi)‏ هي مدينة من مدن نيوزيلندا. وهي منطقة محلية في تاراناكي،. يمر طريق الولاية السريع 3 عبره. تقع موكاو على بعد 23 كم إلى الشمال، وميمي على بعد 26 كم إلى الجنوب الغربي، وكوتاري على بعد 16 كم إلى الشرق. يتدفق نهر تونجابوروتو عبر المنطقة إلى خليج تاراناكي الشمالي في تونجابوروتو إلى الشمال الغربي. الاسم يعني "النار للطهي" (أهي) "طيور جلم ماء فاحم" (تيتي).
بلغ عدد سكان أهيتيتي والمناطق المحيطة بها في مشبلوك 1552600 84 شخصًا في 33 أسرة في تعداد نيوزيلندا لعام 2013.